# Evangelische Kirche (Fränkisch-Crumbach)

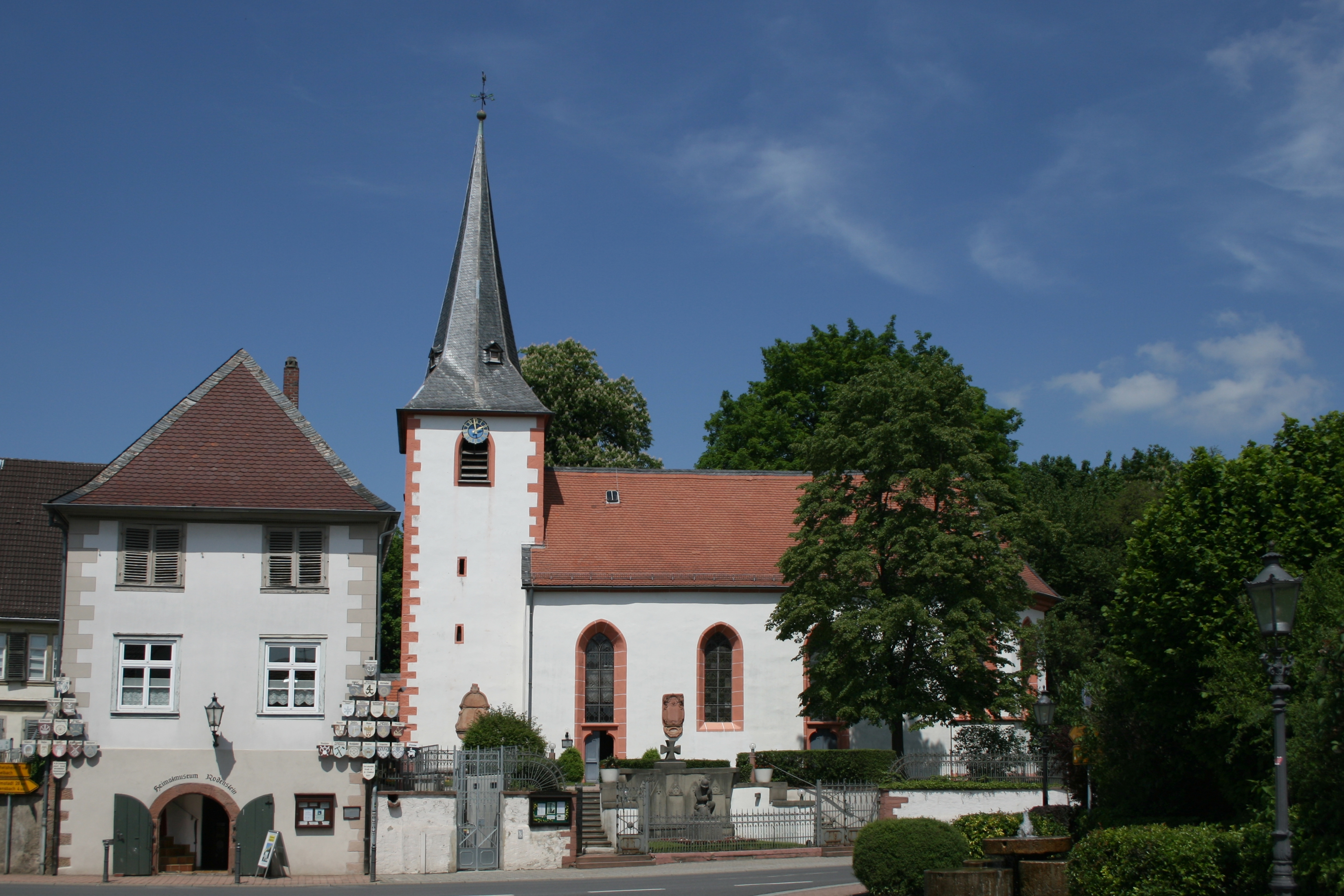
Außenansicht mit Heimatmuseum.

Die Evangelische Kirche in Fränkisch-Crumbach ist die Pfarrkirche der Gemeinde Fränkisch-Crumbach im Odenwaldkreis.  Die Kirchengemeinde gehört zum Dekanat Vorderer Odenwald der Propstei Starkenburg der Evangelischen Kirche in Hessen und Nassau.

## Architektur

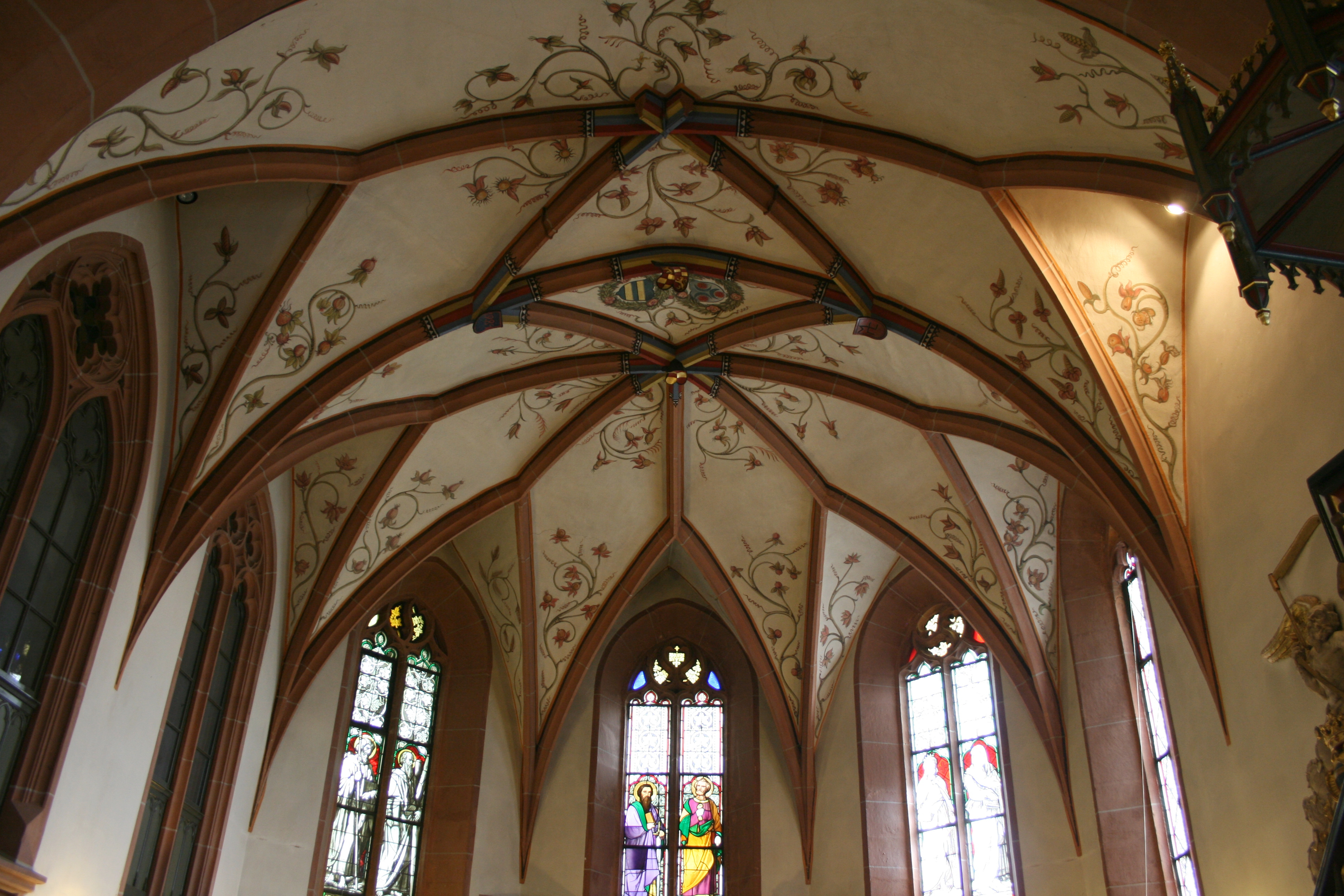
Ansicht des Sterngewölbes im Chor der Kirche.

Die Kirche mit Kirchhof wird umgeben vom Herrenhaus, einem Kellereibau und der Kirchhofmauer. Dieser Gebäudekomplex ist auch heute noch dorfbildprägend. Die Kirche ist im Ursprung romanisch und geht auf das 12. Jahrhundert zurück. 1485 wurde das Kirchengebäude durch einen Turm und einen neuen gotischen Chor mit Rippengewölbe in Sternform erweitert. Kulturgeschichtlich interessant sind die reiche Ausstattung mit Grabdenkmälern im Außen- und Innenbereich der Kirche und ein als Taufbecken genutzter kleiner runder Tisch mit drei Beinen in Form von Delphinen, die sogenannte Türkentrommel.

## Epitaphe der Herren von Rodenstein
Die steinmetzmäßig aufwändig ausgearbeiteten figürlichen Darstellungen der Grabplatten der Herren von Rodenstein zeugen von der herausragenden Stellung des Adelsgeschlechts im Mittelalter. Das Epitaph von Hans (III.) dem Älteren von Rodenstein, Bauherr des auffälligen gotischen Kirchenchors, gehört zu den bedeutendsten Werken der deutschen Spätgotik. Es zeigt den Ritter in einer charakteristischen Rüstung dieser Zeit mit Schaller und Kinnschutz. Der Bidenhänder ist in späterer Zeit abgebrochen, nur der Knauf ist erhalten. Hans d. Ä. starb 1500 auf einer Pilgerfahrt nach Rom und liegt auf dem Campo Santo Teutonico bei St. Peter begraben.
Ein weiteres Epitaph, das Denkmal für Hans V. von Rodenstein aus dem Jahr 1580 befindet sich heute im Hessischen Landesmuseum Darmstadt.

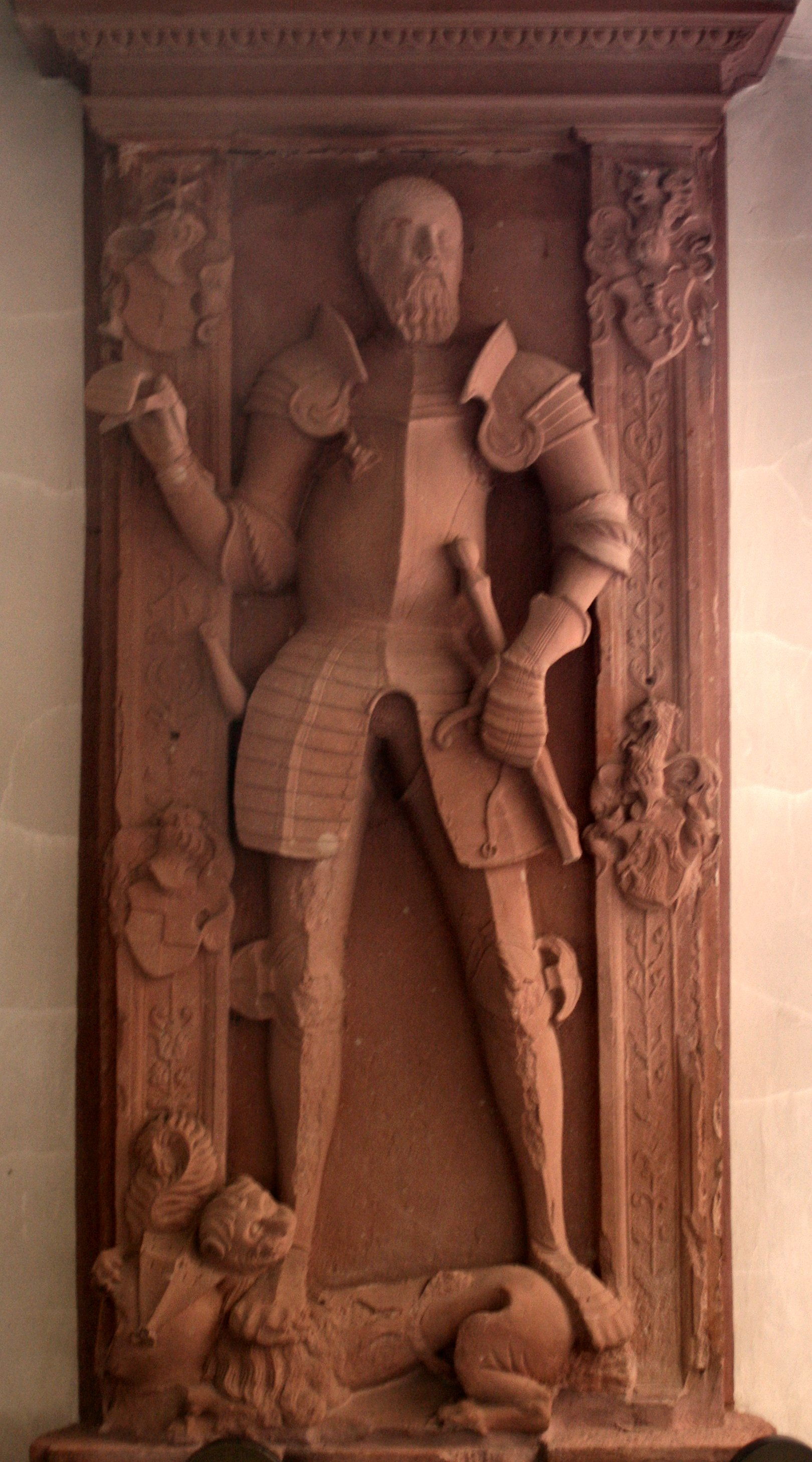
Georg von Rodenstein
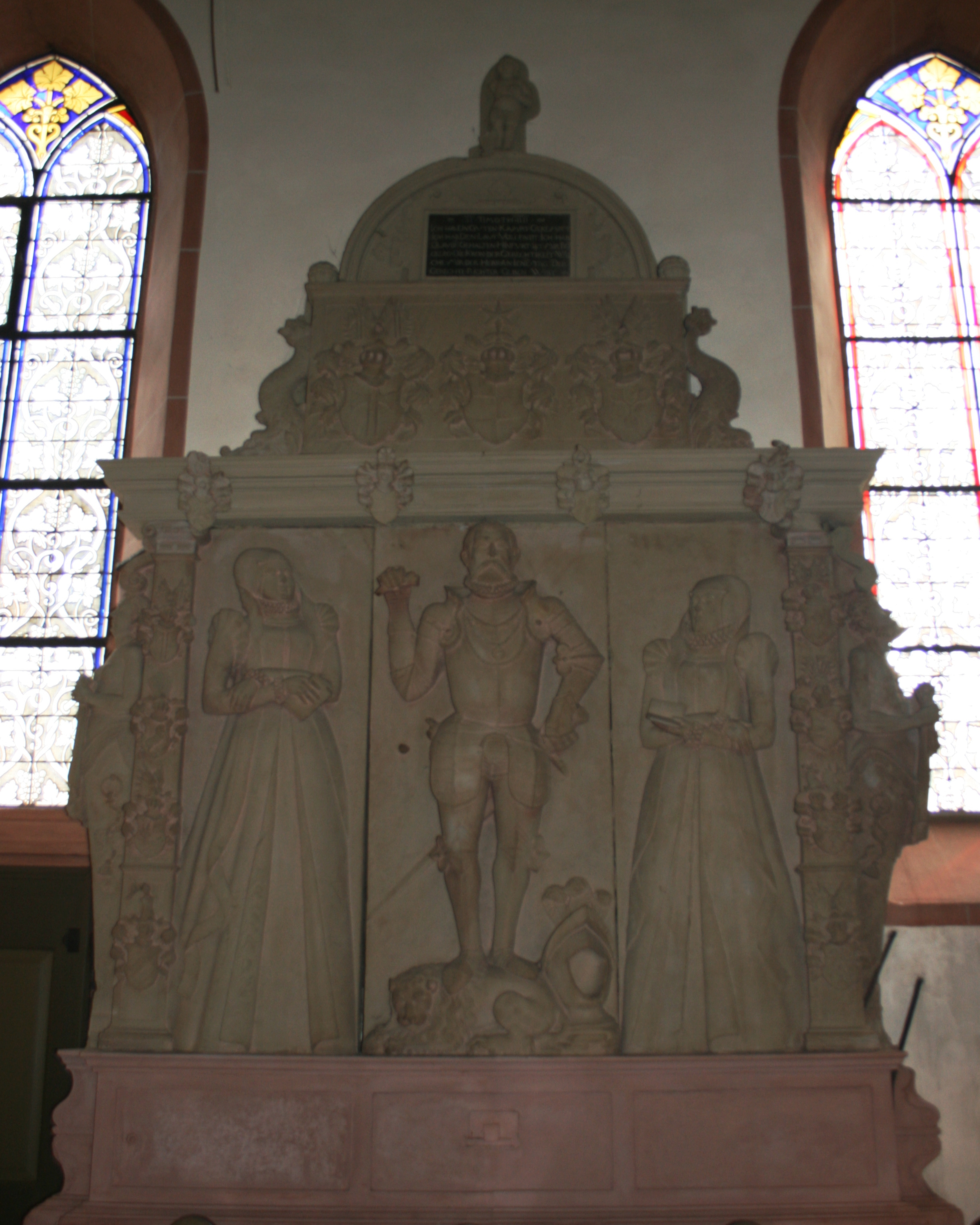
Philipp von Rodenstein und seine Ehefrauen Margarethe von Habern (links) und Christine Schutzpar von Milching.
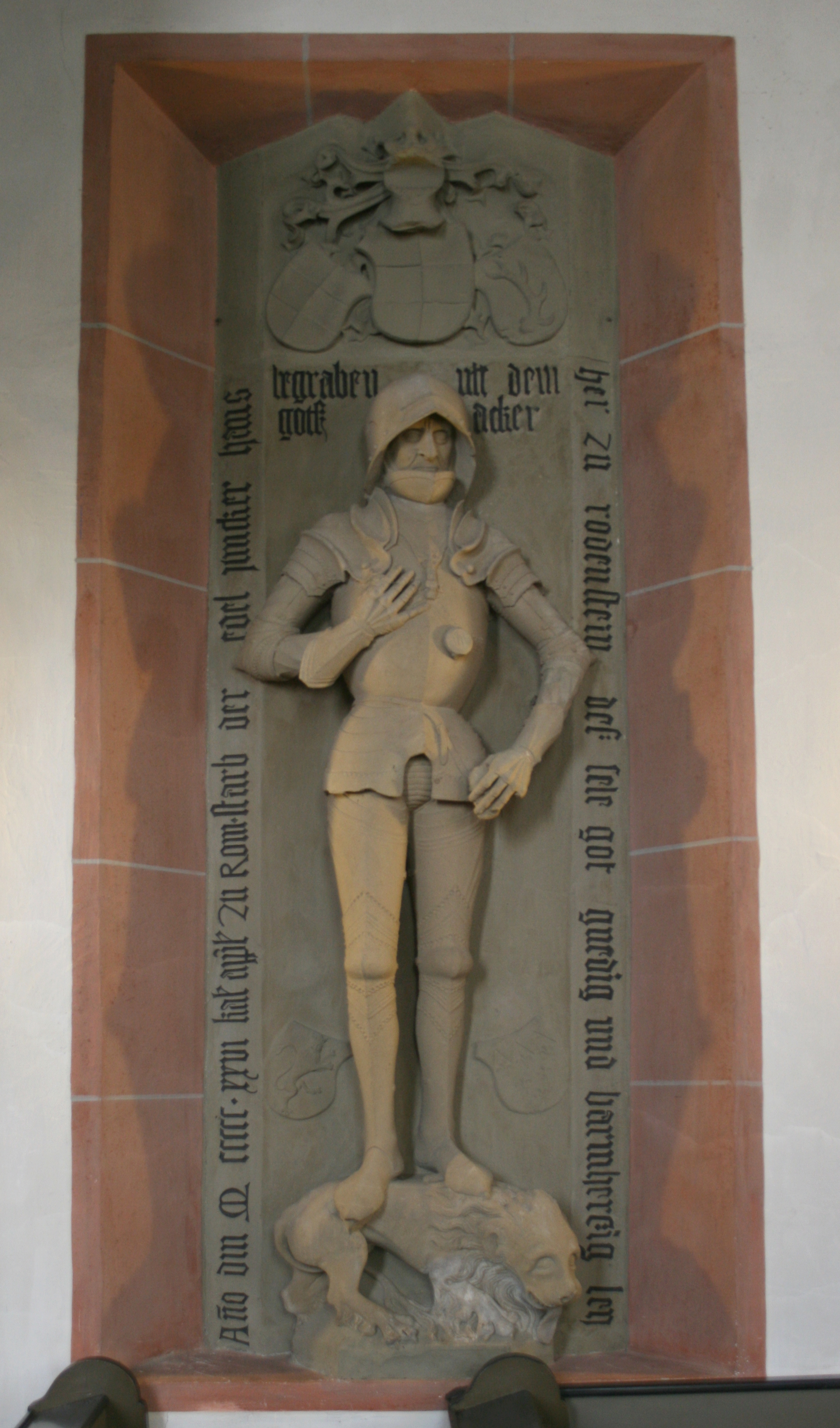
Hans d. Ä. von Rodenstein, Bauherr des gotischen Kirchenchors, starb 1500 auf einer Pilgerfahrt nach Rom und liegt auf dem Campo Santo Teutonico bei St. Peter begraben. Von seinem Zweihänder ist nur der Knauf erhalten.
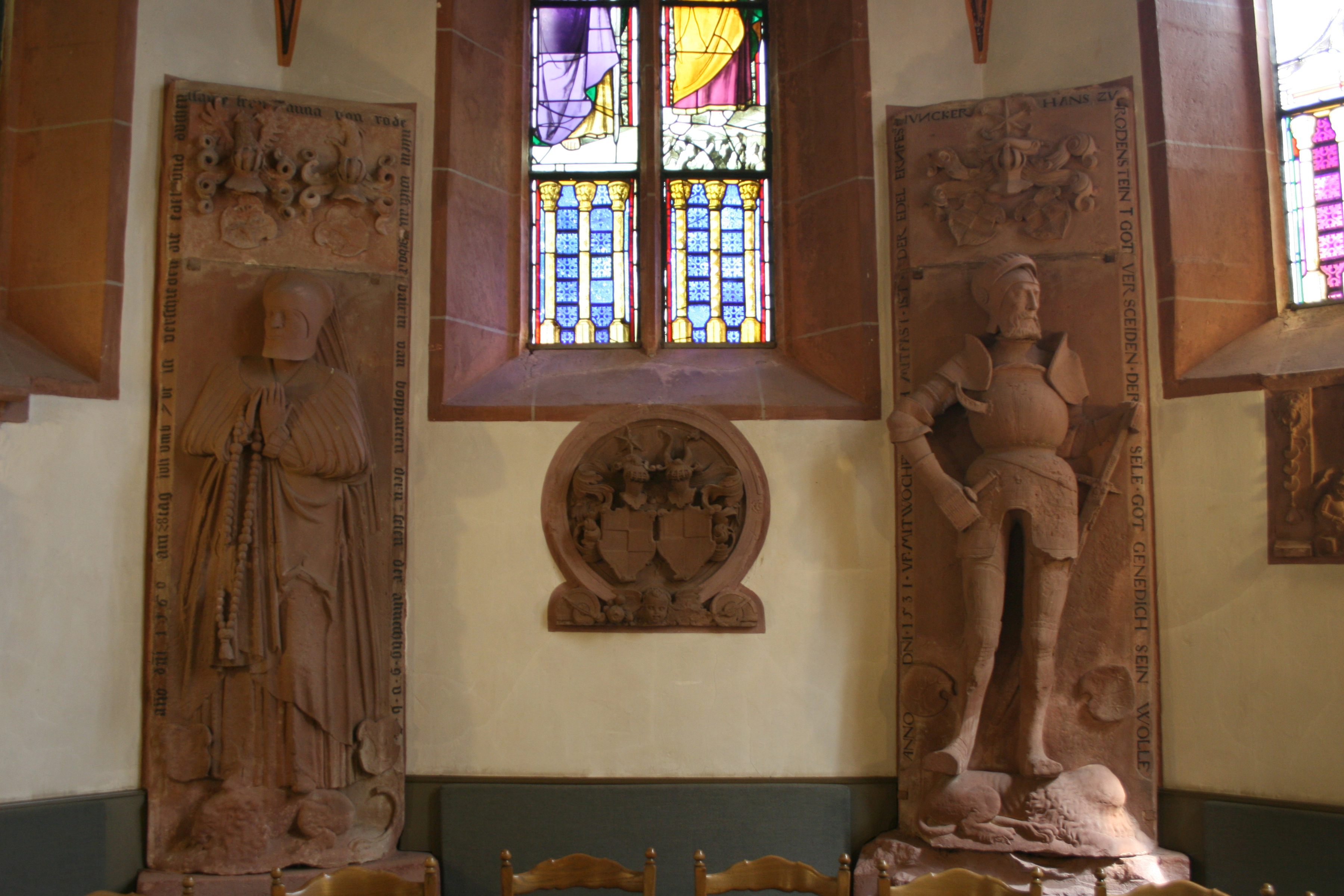
Hans d. J. von Rodenstein[5] im Chor mit seiner Gemahlin Anna geb. Baier von Boppard.